# Жбінце
Жбінце (словац. Žbince) — село, громада в окрузі Михайлівці, Кошицький край, Словаччина. Село розташоване на висоті 104 м над рівнем моря. Населення — 961 чол. (2006). З них 90 % — словаки, 10 % — цигани. Вперше згадується в 1221 році. В селі є бібліотека, футбольне поле та спортивний зал.

## Населення
| Рік:            | 1994. | 2004.    | 2014.   | 2024.   |
| --------------- | ----- | -------- | ------- | ------- |
| Кількість осіб: | 856   | 955      | 965     | 987     |
| Різниця:        |       | +11,56 % | +1,04 % | +2,27 % |

| Рік:            | 2023. | 2024.   |
| --------------- | ----- | ------- |
| Кількість осіб: | 994   | 987     |
| Різниця:        |       | -0,70 % |